# 賽勒斯 (明尼蘇達州)
賽勒斯（英語：Cyrus）是一個位於美國明尼蘇達州波普縣的城市。

## 歷史
賽勒斯於1882年城立，同年成立營運至今的郵局。

## 人口
根據2020年美國人口普查的數據，賽勒斯的面積為0.69平方千米，皆為陸地。當地共有人口305人，而人口密度為每平方千米442人。